# Костин, Павел Иванович (тренер)
Павел Иванович Костин (укр. Павло Іванович Костін; 30 июня 1951, Кировское, Крымская область, РСФСР, СССР — 15 сентября 1994) — советский и украинский футбольный тренер.

## Биография
Окончил факультет физического воспитания Симферопольского государственного университета имени М. В. Фрунзе. Впоследствии тренировал команду университета.
В 1982 году стал начальником команды «Колос» (Павлоград). В 1986 году команда сменила название на «Шахтёр», после чего Костин покинул клуб. Затем входил в тренерский штаб днепропетровского «Днепра» и запорожского «Металлурга». Решением Федерации футбола СССР был направлен в Ирак, где тренировал молодёжную сборную. По данным журналиста Гарринальда Немировского тренировал юношескую сборную Ирана, однако в результате ирано-иракской войны вынужден был прервать свой двухлетний контракт.
С 1993 года по 1994 год являлся тренером в симферопольской «Таврии». В июне 1994 года был назначен главным тренером клуба. Под его руководством «Таврия» провела 8 матчей (5 побед, 1 ничья и 2 поражения). Свою последнюю игру у руля команды провёл 23 сентября 1994 года против луцкой «Волыни», встреча завершилась победой симферопольцев с разгромным счётом (6:0).
В сентябре 1994 года Костин погиб в автокатастрофе вместе со своей женой. В память о нём телерадиокомпания «Ника» учредила розыгрыш Кубка.